# Джентри, Зак
Зак Джентри (англ. Zach Gentry; 10 сентября 1996, Альбукерке, Нью-Мексико) — профессиональный американский футболист, тайт-энд клуба НФЛ «Питтсбург Стилерз». На студенческом уровне выступал за команду Мичиганского университета. На драфте НФЛ 2019 года был выбран в пятом раунде.

## Биография
Зак Джентри родился 10 сентября 1996 года в Альбукерке. Учился в старшей школе Эльдорадо, был квотербеком её футбольной команды. За время карьеру в школе Джентри набрал пасом 3734 ярда с 27 тачдаунами, выносом — 1013 ярдов с 26 тачдаунами. В выпускной год он был включён в состав сборной звёзд штата. На момент окончания школы он занимал первое место в рейтинге лучших игроков Нью-Мексико по версии ESPN. После окончания школы Джентри поступил в Мичиганский университет.

### Любительская карьера
Сезон 2015 года Джентри провёл в статусе освобождённого игрока, тренируясь с командой, но не принимая участия в матчах. В турнире NCAA он дебютировал в 2016 году и в семи матчах выходил на поле на позициях ресивера и тайт-энда, а также как игрок специальных команд. В 2017 году он занял место основного тайт-энда «Вулверинс» и в тринадцати играх сезона набрал на приёме 303 ярда с двумя тачдаунами. По итогам года Джентри стал лауреатом командной награды самому прогрессирующему игроку нападения.
В 2018 году он сыграл тринадцать матчей и набрал на приёме 514 ярдов с двумя тачдаунами. В игре против «Мэриленда» Джентри установил личные рекорды, сделав семь приёмов на 112 ярдов. По итогам сезона он был включён в состав третьей сборной звёзд конференции Big Ten по версии тренеров.

#### Статистика выступлений в NCAA
| Сезон | Команда           | Игры | Приём | Приём | Приём | Приём | Вынос | Вынос | Вынос | Вынос |
| Сезон | Команда           | Игры | Rec   | Yds   | Y/A   | TD    | Att   | Yds   | Y/A   | TD    |
| ----- | ----------------- | ---- | ----- | ----- | ----- | ----- | ----- | ----- | ----- | ----- |
| 2015  | Мичиган Вулверинс | —    | —     | —     | —     | —     | —     | —     | —     | —     |
| 2016  | Мичиган Вулверинс | 7    | 0     | 0     | 0,0   | 0     | 0     | 0     | 0,0   | 0     |
| 2017  | Мичиган Вулверинс | 13   | 17    | 303   | 17,8  | 2     | 0     | 0     | 0,0   | 0     |
| 2018  | Мичиган Вулверинс | 13   | 32    | 514   | 16,1  | 2     | 0     | 0     | 0,0   | 0     |
| Всего | Всего             | 33   | 49    | 817   | 16,7  | 4     | 0     | 0     | 0,0   | 0     |

### Профессиональная карьера
Перед драфтом НФЛ 2019 года аналитик сайта Bleacher Report Мэтт Миллер характеризовал Джентри как универсального тайт-энда, не полностью раскрывшего свой потенциал в системе нападения «Мичигана». Он прогнозировал ему выбор в поздних раундах драфта, а также отмечал, что игроку потребуется время для адаптации к новому уровню игры. К плюсам Джентри Миллер относил умение работать на маршрутах, понимание игры, хорошую скорость, способность вести борьбу за спорные мячи. Проблемами игрока назывались недостаток маневренности и атлетизма, нехватку физической мощи, технические ошибки при ловле мяча и плохая координация.
На драфте Джентри был выбран «Питтсбургом» в пятом раунде. В мае 2019 года он подписал с клубом четырёхлетний контракт. Общая сумма соглашения составила 3,33 млн долларов. В дебютном сезоне, несмотря на невысокий уровень конкуренции, Джентри не играл важной роли в составе команды, сыграв в четырёх матчах и сделав только один приём. В 2020 году он появился на поле только в двух играх и не отметился результативными действиями. К третьему сезону своей карьеры Джентри стал основным блокирующим тайт-эндом команды. В чемпионате 2021 года он выходил на поле в 40 % розыгрышей нападения «Стилерз» и набрал на приёме 167 ярдов.

#### Статистика выступлений в НФЛ

##### Регулярный чемпионат
| Сезон | Команда           | Игры | Приём | Приём | Приём | Приём | Вынос | Вынос | Вынос | Вынос |
| Сезон | Команда           | Игры | Rec   | Yds   | Y/A   | TD    | Att   | Yds   | Y/A   | TD    |
| ----- | ----------------- | ---- | ----- | ----- | ----- | ----- | ----- | ----- | ----- | ----- |
| 2019  | Питтсбург Стилерз | 4    | 1     | 4     | 4,0   | 0     | 0     | 0     | 0,0   | 0     |
| 2020  | Питтсбург Стилерз | 2    | 0     | 0     | 0,0   | 0     | 0     | 0     | 0,0   | 0     |
| 2021  | Питтсбург Стилерз | 17   | 19    | 167   | 8,8   | 0     | 0     | 0     | 0,0   | 0     |
| Всего | Всего             | 23   | 20    | 171   | 8,6   | 0     | 0     | 0     | 0,0   | 0     |

##### Плей-офф
| Сезон | Команда           | Игры | Приём | Приём | Приём | Приём | Вынос | Вынос | Вынос | Вынос |
| Сезон | Команда           | Игры | Rec   | Yds   | Y/A   | TD    | Att   | Yds   | Y/A   | TD    |
| ----- | ----------------- | ---- | ----- | ----- | ----- | ----- | ----- | ----- | ----- | ----- |
| 2021  | Питтсбург Стилерз | 1    | 4     | 33    | 8,3   | 0     | 0     | 0     | 0,0   | 0     |
| Всего | Всего             | 1    | 4     | 33    | 8,3   | 0     | 0     | 0     | 0,0   | 0     |